# Skibsbro
En skibsbro var forud for industrialiseringen og de moderne havne et teknisk anlæg i form af en træbro (eller mole), der bygges ud fra land i vandet for, at skibe kunne lægge til. En skibsbro adskilte sig fra et bolværk eller en kaj, der var et anlæg for skibes mulighed for at lægge til, men hvor der bagved var sket en opfyldning af arealet mod land, der således kunne fungere som oplagsplads.
Anlægget har undertiden overlevet som gadenavn: Skibbroen (Skibsbroen), i Ribe, Aabenraa, Tønder og Flensborg eller Skib(s)-brogade i Aabenraa, Haderslev, Kalundborg, Tønder og flere andre.

## noter
1. 1 2  Skibsbro (Ordbog over Det danske Sprog)